# Accademia della Grande Chaumière
L'Accademia della Grande Chaumière (Académie de la Grande Chaumière) è un'accademia di belle arti di Parigi.

## Storia
Secondo alcuni, l'Accademia della Grande Chaumière risale al 1902, e venne inaugurata presso rue de la Grande Chaumière, a Parigi, vicino all'Académie Colarossi, da Alice Dannenberg e Martha Stettler, che furono anche direttrici dell'istituto. Stando ad altre fonti, l'istituto fu invece aperto due anni più tardi dal pittore Claudio Castelucho. Altri ancora supportano l'ipotesi secondo cui la scuola venne fondata nel 1904 da Gustave Courtois ed Etienne Delaune.
Gli artisti dell'Académie de la Grande Chaumière cercavano di discostarsi dalle regole imposte dall'arte accademica, che veniva invece approfondita nell'École des Beaux-Arts.